# HD213236
HD213236 — хімічно пекулярна зоря спектрального класу B8, що має видиму зоряну величину в смузі V приблизно  6,3.
Вона  розташована на відстані близько 633,3 світлових років від Сонця.

## Фізичні характеристики
Зоря HD213236 обертається 
порівняно повільно 
навколо своєї осі. Проєкція її екваторіальної швидкості на промінь зору становить  Vsin(i)= 23км/сек.

## Пекулярний хімічний склад
Зоряна атмосфера HD213236 має підвищений вміст 
Mn
.